# بيتي روسينكويست برات
بيتي روسينكويست برات (بالإنجليزية: Betty Rosenquest Pratt)‏ مواليد 15 أبريل 1925 - الوفاة 31 يناير 2016 في فلوريدا، كانت لاعبة كرة مضرب أمريكية. أعلى تصنيف لها في الفردي كان المركز الـ 7 في سنة 1954.

## النهائيات

### الزوجي ( الوصافة 1)
| النتيجة | السنة | الدورة | الشريك            | المنافس                         | النتيجة  |
| الوصافة | 1956  | 1956   | شيرلي فراي ايرفين | لويز بروف مارجريت أوزبورن دوبون | 3–6, 0–6 |

## روابط خارجية
- بيتي روسينكويست برات على موقع رابطة محترفات التنس (الإنجليزية)
- بيتي روسينكويست برات على موقع الاتحاد الدولي لكرة المضرب (الإنجليزية)
- بيتي روسينكويست برات على موقع بطولة ويمبلدون (الإنجليزية)
- بيتي روسينكويست برات على موقع خلاصة التنس.كوم (الإنجليزية)